# Милен Шишков
Милен Шишков е български физик.

## Биография
Роден е на 10 октомври 1959 г. в град Русе, България. Средно образование завършва в Математическата гимназия „Баба Тонка“ в същия град. Възпитаник е на известната българска преподавателка по физика Руска Драгнева и син на професор Стефан Шишков. Участва в национални и международни олимпиади по физика. Завършва специалност „Физика на твърдото тяло“ във Физическия факултет на Софийския университет „Климент Охридски“ през 1984 г. От 1984 до 1988 г. е асистент в Русенския университет. От 1991 г. до 1998 г. учи в университета Темпъл в град Филаделфия, Пенсилвания, Съединените американски щати, PhD. От 1999 г. досега работи в Харвардския университет, по-точно в Масачузетската болница с общ профил, център Уелмън в Бостън, щата Масачузетс.
Има многобройни научни статии и патенти в областта на биомедицински оптични изображения, оптична томография, биооптика, катетри, медицинска обработка на изображения, светлинна интерферометрия, III-V полупроводници, алуминиеви съединения, амплитудна модулация, обратно разсейване, електрооптична модулация, жироскопи, лазерни резонатори, лазерни огледала, p-n хетеропреход.
Женен е. Има две деца.